# Damdinsürengiin Orgodol
Damdinsürengiin Orgodol (mongolisch Дамдинсүрэнгийн Оргодол; * 17. Dezember 1956) ist ein ehemaliger mongolischer Radrennfahrer und nationaler Meister im Radsport.

## Sportliche Laufbahn
Orgodol war Teilnehmer der Olympischen Sommerspiele 1980 in Moskau. Im Mannschaftszeitfahren wurde sein Team in der Besetzung Luwsandagwyn Dschargalsaichan, Batsüchiin Chajanchjarwaa, Damdinsürengiin Orgodol und Daschdschamtsyn Tömörbaatar 19. des Rennens.
Orgodol startete bei der Internationalen Friedensfahrt 1982 und wurde 83. des Endklassements. 1981 wurde er nationaler Meister im Einzelzeitfahren.